# 计盛
计盛（？—15世纪），明代画家，为明宣德时期直文花殿画士。擅画人物，传世作品有《货郎图轴》。

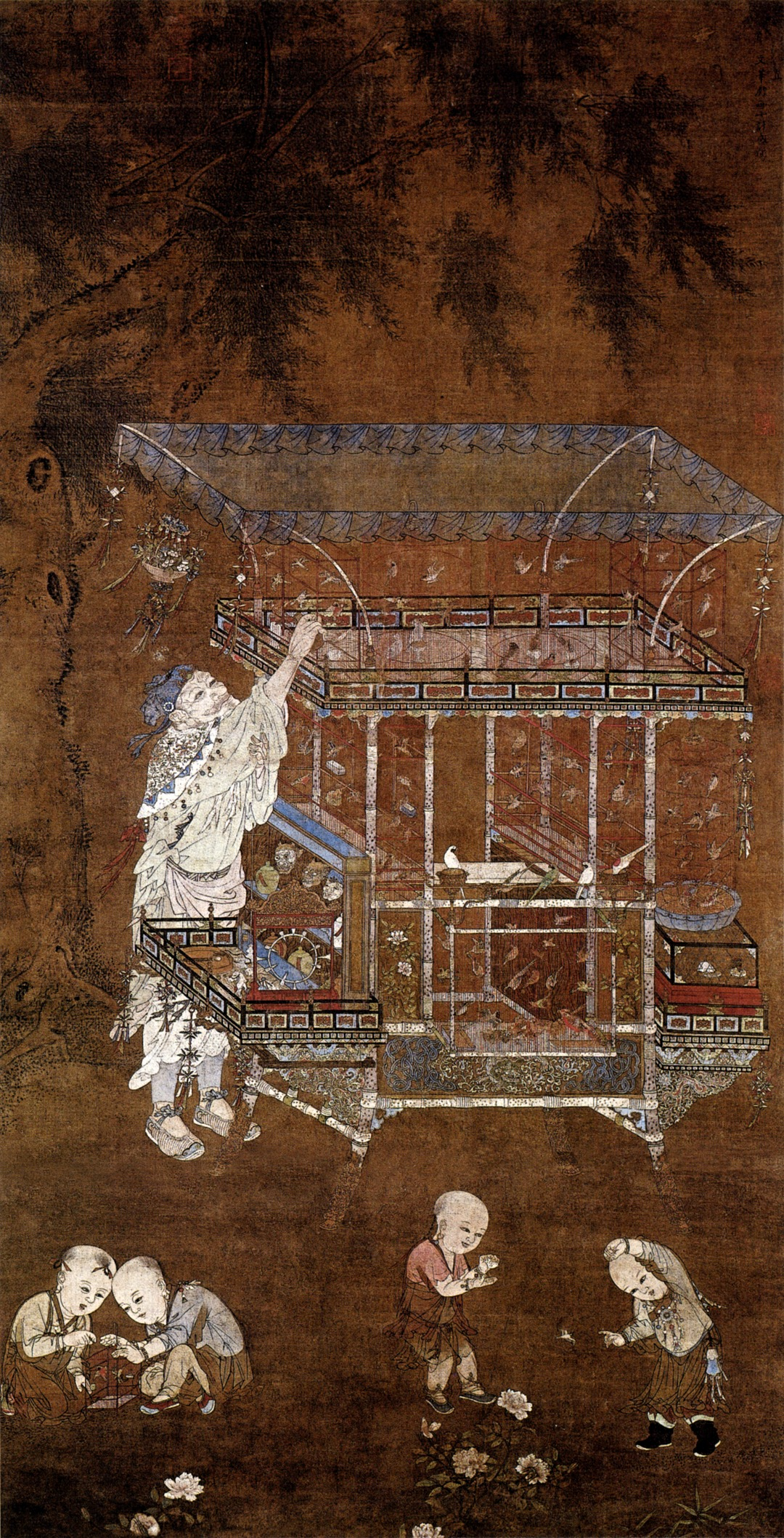
计盛《货郎图轴》，现藏北京故宫博物院

## 作品
作品仅存《货郎图轴》。画作有款署“直文华殿画士计盛写”，钤“金门画士”印，因此计盛得以留名。
“货郎图”属于风俗画，这一题材自宋代以来就十分流行。画面中货郎衣着整洁，儿童服饰华丽，货架上的各类物品丰富而精致。画法上刻画细腻，设色浓艳，已将宋人民间货郎图中的生活气息转化为宫廷贵族气息，因而又有“宫廷货郎”之称。